# Couroupita guianensis
Couroupita guianensis Aubl. comunemente noto come albero delle palle di cannone, è un albero tropicale sempreverde della famiglia delle Lecythidaceae.

## Descrizione

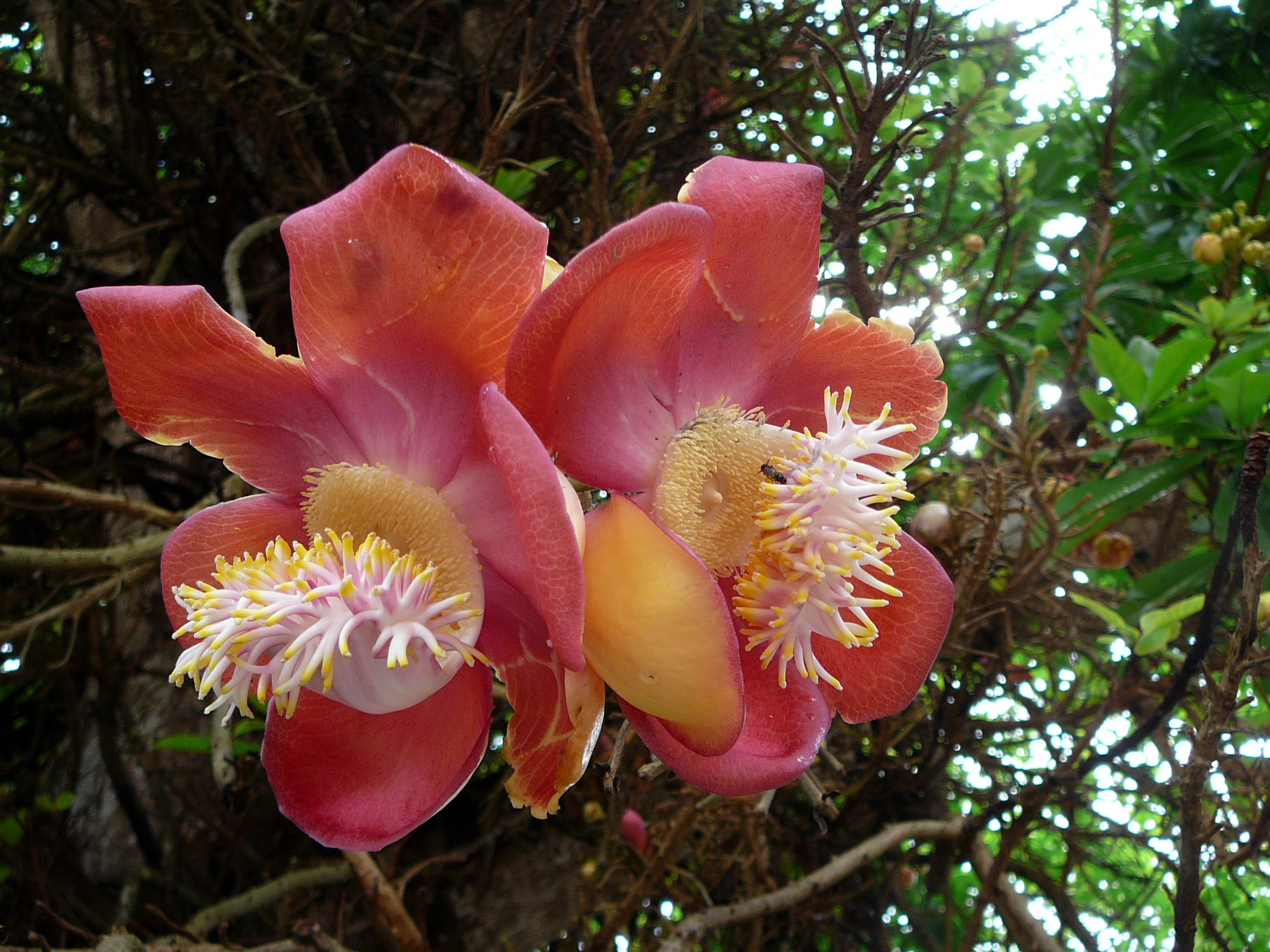
Fiori di C. guianensis

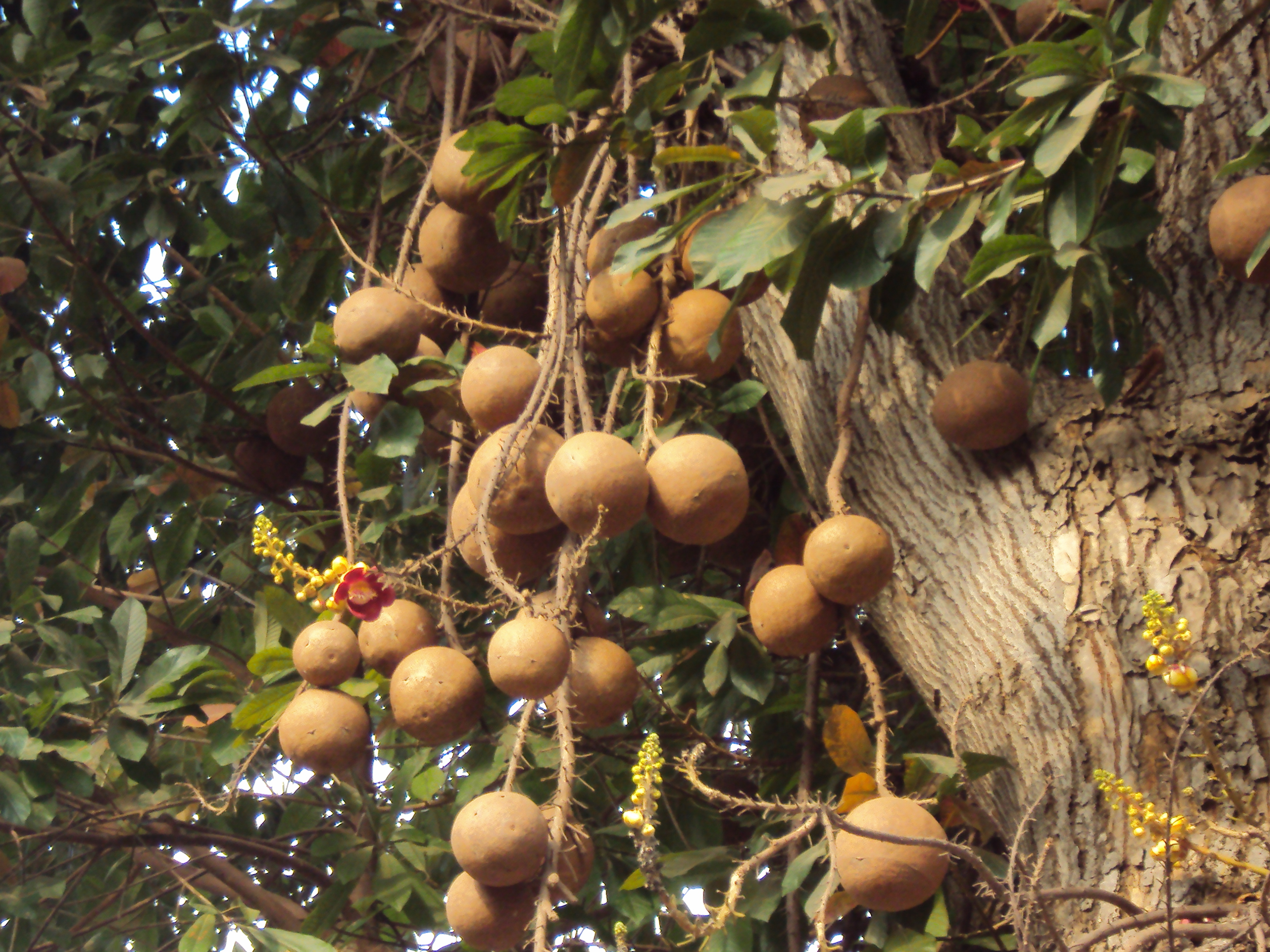
Frutti di C. guianensis

È un albero che può raggiungere altezze di 35 metri. I fiori nascono in racemi lunghi fino a 80 cm. Alcuni alberi producono talmente tanti fiori che il tronco ne è interamente coperto; un albero può produrre anche fino a 1000 fiori al giorno. 
I fiori sono intensamente profumati, soprattutto di notte e la mattina presto. Il loro diametro può arrivare fino a 6 cm, hanno sei petali e colori che vanno dalle sfumature del rosa al rosso vicino alla base, al giallastro verso le estremità. Gli stami sono situati in due aree: un anello di stami al centro e un gruppo di stami che si è modificato in una specie di uncino. Anche se i fiori mancano del nettare, sono molto attrattivi per le api, che li visitano per il polline. I fiori producono due tipi di polline: fertile dagli stami dell'anello, sterile dalla struttura ad uncino.
I frutti sono sferici con un guscio legnoso e arrivano a un diametro di massimo 25 centimetri. Essi danno il nome comune all'albero. Quelli più piccoli possono avere fino a 65 semi, ma i più grandi possono arrivare a 550 semi. Un albero può avere fino a 150 frutti, che possono richiedere anche più di un anno per maturare (fino a 18 mesi). Quando i frutti cadono a terra, spesso lo fanno con un rumore forte ed "esplosivo". Si spaccano quasi sempre, permettendo agli animali di nutrirsi della polpa e disperdere così i semi. I frutti che restano interi possono essere rotti solo da animali come i pecari.

## Distribuzione e habitat
È nativo delle foreste pluviali dell'America centrale e del Sud America, ma è coltivato in molte altre aree tropicali a causa dei suoi larghi, profumati fiori, e dei suoi grandi, interessanti frutti.

## Etimologia
L'albero fu chiamato Couroupita guianensis dal botanico francese Jean Baptiste Christophore Fusée Aublet nel 1755. Couroupita: è il suo nome nativo, proveniente da Couroupitoutoumou; guianensis: della Guiana francese o della Guyana (nord-est del Sudamerica).

## Usi
L'albero è a volte coltivato per uso locale come fonte di cibo e per l'uso in medicina tradizionale, sebbene manchino dati a supporto dell'efficacia.
Il frutto è commestibile ma in genere non è mangiato dalle persone, perché può avere uno sgradevole odore. È usato dall'uomo come foraggio per animali domestici.
L'albero delle palle di cannone è piantato come pianta ornamentale per i suoi maestosi e profumati fiori, e come specie botanica di notevole interesse per i suoi frutti.
Naturalmente, questi alberi sono piantati ben lontani dai sentieri, in quanto un frutto che cade può facilmente causare un danno mortale.